# Amilcare Cipriani
Pour les articles homonymes, voir Cipriani.
Amilcare Cipriani, né à Porto d'Anzio dans la province de Rome le 18 octobre 1843 et mort à Paris le 2 mai 1918, est un militaire, journaliste, écrivain et homme politique français. 
Patriote et indépendantiste italien, il participe à l'opposition au Second Empire puis rejoint la Commune de Paris à la suite de laquelle il est déporté au Bagne de Nouméa. Par la suite, il côtoie les milieux anarchistes italiens puis devient définitivement socialiste vers 1900 et rejoint la France. 

## Biographie

### Premiers combats (1843-1862)
Cipriani naît dans une famille originaire de Rimini qui y retourne alors qu’il est un nourrisson. Comme l’écrit Guido Nozzoli dans une biographie (1954), Cipriani est baptisé par son père « avec de la poudre à canon ». Il part volontaire en 1859 en dissimulant son âge et combat « comme un démon » à la bataille de Solférino où il y a plus de 27 000 morts et blessés. Il suit Giuseppe Garibaldi en Sicile. Avec l’armée royale, il participe par la suite aux opérations contre les brigands des Abruzzes. De nouveau dans les troupes garibaldiennes en 1862, il échappe à la capture après l’épisode d’Aspromonte et il fuit en Grèce survivant à un naufrage du navire qui l’emmène. Ne pouvant rentrer en Italie et pour éviter la prison, il se rend en Égypte.

### Période égyptienne (1862-1867)
En Égypte, Cipriani est employé par la banque Dervieux et travaille à l’exploration des fonds du Nil. En vue de la troisième guerre d’Indépendance, il crée la « légion égyptienne » sans en prendre le commandement, puis retourne en Italie, à Brescia, où il s’enrôle de nouveau aux côtés de Garibaldi. Après cette période, il se précipite à Héraklion pour combattre les Turcs. De nouveau en Égypte il est impliqué le 12 septembre 1867 dans une rixe, où pour se défendre il tue trois personnes, dont deux policiers. Il part alors clandestinement pour Londres.

### Exil londonien et la photographie (1867-1870)
À Londres, Cipriani va frapper à la porte de Giuseppe Mazzini et « celui-ci lui pose la main sur l’épaule en lui disant simplement : “Je sais tout” ». La période londonienne, poursuit l’historien Emiliani, est peut-être celle la plus tranquille de sa vie : « il s’occupe comme photographe, apprenti dans le studio créé par Leonida et par Vincenzo Caldesi » et aussi pour aider ses compatriotes en exil. « Intelligent, laborieux, original, Cipriani devient rapidement un très bon photographe », mais la période londonienne est aussi celle où les idées révolutionnaires pour réaliser la justice dont il entend parler par Karl Marx et Friedrich Engels qu’il connait personnellement, murissent. La distance politique avec Mazzini augmente. Emiliani définit Cipriani comme un « Homme de peu d’idées, simples mais fermes ».
Au contraire, Indro Montanelli, l’appelant « pittoresque et brouillon », en fait un portrait impétueux : « son passé, sa barbe de prophète, son chapeau aux bords larges, sa gribouilleuse éloquence, faisaient de lui un “m’as-tu-vu” irrésistible. Il prêchait qu’il n’y avait pas besoin d’idées parce qu’en réalité, lui n’en avait aucune ».
Vivant comme photographe, il réalise en signe d’amitié le portrait de Giuseppe Mazzini (le célèbre portrait en méditation) et celui de la reine Victoria : une séance que Cipriani relate au journaliste Luigi Campolonghi « elle parlait avec les personnes de sa suite, elle plaisantait, elle s’agitait et moi je consommais inutilement toutes les plaques préparées avec amour et peine ». Cipriani se tait et ayant perdu patience lance  : « Madame, si vous ne restez pas tranquille, je ne ferai pas votre portrait ! » . Ce portrait, ajoute Emiliani, réalisé par l’homme le « plus rouge d’Italie », doit certainement se trouver dans la collection du palais de Buckingham.
À Londres, Cipriani aima une Française, Adolphine Rouet, dont il eut une fille.

### La Commune et la déportation en Nouvelle-Calédonie (1870-1881)
En 1870, Cipriani quitte Londres pour répondre à l’appel de Mazzini qui lui demande de créer des foyers de guérilla dans la province de Lucques. Il retourne à Londres, où lui parvient un message de son ami le professeur Gustave Flourens, qu’il a connu à Héraklion : il doit le rejoindre à Paris, où le Second Empire tombe. Le 2 septembre 1870 Napoléon III est vaincu à Sedan par la Prusse. Le jour suivant l’Empire est renversé, la Troisième République naît. Le 18 mars, une insurrection populaire crée la Commune de Paris étouffée dans le sang a compter du 21 mai. Sachant son ami Flourens emprisonné, il va le libérer avec ses hommes de la Garde nationale dans la nuit du 21 au 22 janvier 1871. 
Pendant la Commune, Cipriani est en première ligne et nommé chef d’état-major. Le 3 avril, marchant sur Versailles, il est blessé, capturé. Condamné à mort, il est déporté en Nouvelle-Calédonie par une grâce du gouvernement qu’il n’a pas sollicitée.

### Emprisonnement en Italie (1881-1888)
Il est amnistié puis expulsé de Nouvelle-Calédonie. En 1881, il rentre en Italie via la Suisse. Il arrive en train à Rimini, où il espère rencontrer son père Felice, gravement malade. Sa mère est morte de chagrin pendant les jours de la Commune de Paris. 
Comme le raconte Vittorio Emiliani, Cipriani « n’a même pas le temps de descendre du marchepied de la voiture qu’il est arrêté ». Il est donc arrêté le 31 janvier 1881, à 37 ans, pour « conspirations », et condamné à 20 ans de bagne. Il est conduit au château Malatestiana, et le jour suivant sa sœur Amalia lui fait parvenir un matelas, des couvertures et des vêtements. Il reçoit de la nourriture de ses amis, il annote : « vraiment excellents. Ce sont les seuls bons moments que j’ai eu en prison ». Au camarade Caio Renzetti, Cipriani confie que « si Mazzini était de ce monde, je suis certain, il ne m’aurait pas laissé condamner à 20 ans sans hausser la voix au nom de la justice italienne si infiniment piétinée et déshonorée ». Afin de le faire libérer, lors des élections politiques, l’extrême gauche locale choisit toujours Cipriani. Quatre fois au cours des années 1886-1887, elles sont annulées par le gouvernement. La campagne pour le faire libérer n’aboutit qu’en 1888.

### Dernières années en France (1888-1918)
De retour en France, il collabore au journal anarchiste Le Plébéien.

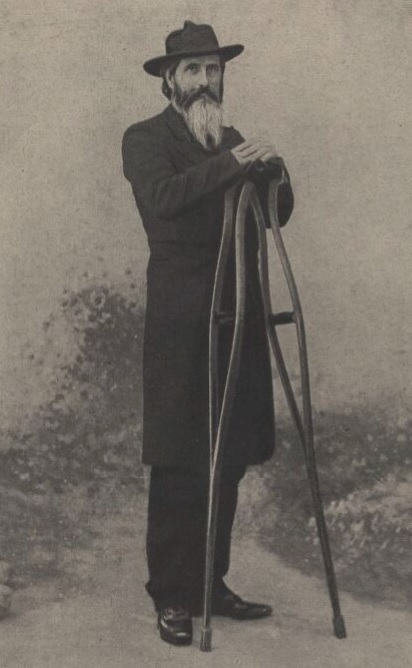
Amilcare Cipriani en béquilles après son retour de la campagne de Grèce.

En 1897, il part en Grèce, se battre contre les Turcs, où il est de nouveau blessé. Le 30 juillet 1898, en Italie, on le condamne à nouveau, avec cinq anarchistes, à 3 ans de prison. En France, il milite ensuite au sein du mouvement socialiste révolutionnaire et participe, en 1901, au 3ème congrès du parti socialiste, à Lyon, au cours duquel il rencontre l'anarchiste italien Sante Ferrini récemment exilé en France.
Cipriani disparaît en 1918 à Paris, dans « son » Montmartre. Quand il passait dans la rue, les gens regardaient avec respect cet homme qui avait toujours crié « guerre à la guerre » et que seul le poids des ans avait fait plier légèrement.
En 1993, la ville d’Anzio a fixé une plaque commémorative sur le mur d’enceinte de la Villa Albani, où était né cent cinquante ans auparavant Cipriani.

## Les Riminesi en France
Dix-huit Riminesi (habitants de Rimini) suivent Garibaldi en France en 1870 pour défendre la république. Sept meurent à Dijon (Nino Carradori, Germano Ceccarelli, Sante Medici, Fidenzio Parigi, Leonida Rastelli, Bruto Serpieri et Marco Zavoli). Deux autres volontaires quittent la France avec de graves blessures, l’un est Caio Zavoli, le frère de Marco mort à Dijon. Capitaine de la « Légion égyptienne » qui a œuvré en Bourgogne, Caio est le « régulateur » de la section internationale constituée d’une cinquantaine de personnes (ils seront 144 en 1874), un autre de ses frères, Bruto, en fait partie. Les deux frères seront à l’origine du mouvement socialiste à Rimini. Les anciens combattants de la France sont accueillis de manière hostile par la population en raison des critiques formulées par Giuseppe Mazzini à l’encontre des communards.

## «Appel aux conscrits»
En octobre 1905, une affiche de l’Association internationale antimilitariste (AIA) intitulée « Appel aux conscrits » est placardée sur les murs de Paris. Le texte, violemment antimilitariste et antinationaliste, appelle les conscrits à tourner leurs fusils vers les « soudards galonnés » plutôt que vers les grévistes, et appelle à la « grève immédiate » et à l’« insurrection » au jour d’une éventuelle déclaration de guerre.
L’affiche est signée de 31 noms dont Miguel Almereyda, Victor Camus, Amilcare Cipriani, Émile Coulais, Charles Desplanques, Auguste Garnery, Louis Grandidier, Jules Le Guéry, Eugène Merle, Félicie Numietska, Émile Pataud, Louis Perceau, Lazare Rogeon, Han Ryner, Roger Sadrin, Laurent Tailhade et Georges Yvetot.
Vingt-huit des signataires (Han Ryner, Lefèvre et Laurent Tailhade ne sont pas poursuivis) sont inculpés. 
À l'issue du procès qui se déroule du 26 au 30 décembre 1905, deux prévenus sont acquittés dont Amilcare Cipriani et les 26 autres condamnés chacun à 100 francs d’amende et à des peines de prison allant de 6 mois à 4 ans de prison.

## Hommages
- En France, une rue de Saint-Ouen et de Saint-Étienne porte son nom.
- Son nom a été donné en troisième prénom à Benito Mussolini.